# Buxières-d'Aillac
Pour les articles homonymes, voir Buxières.
Buxières-d'Aillac est une commune française située dans le département de l'Indre, en région Centre-Val de Loire.

## Géographie

### Localisation
La commune est située dans le sud-est du département, dans la région naturelle de la Brenne.
Les communes limitrophes sont : Arthon (8 km), Jeu-les-Bois (5 km), Lys-Saint-Georges (5 km), Neuvy-Saint-Sépulchre (6 km), Gournay (6 km) et Bouesse (6 km).
Les communes chefs-lieux et préfectorales sont : Neuvy-Saint-Sépulchre (6 km), La Châtre (19 km), Châteauroux (20 km), Issoudun (39 km) et Le Blanc (53 km).

### Hameaux et lieux-dits
Les hameaux et lieux-dits de la commune sont : le Roc, la Preugne et le Bouqueteau.

### Géologie et hydrographie
La commune est classée en zone de sismicité 2, correspondant à une sismicité faible.
Le territoire communal est arrosé par les rivières Bouzanne et Auzon. Le confluent de ces deux cours d'eau est sur le territoire de la commune.

### Climat
Pour des articles plus généraux, voir Climat du Centre-Val de Loire et Climat de l'Indre.
En 2010, le climat de la commune est de type climat océanique dégradé des plaines du Centre et du Nord, selon une étude du CNRS s'appuyant sur une série de données couvrant la période 1971-2000. En 2020, Météo-France publie une typologie des climats de la France métropolitaine dans laquelle la commune est exposée à un climat océanique altéré et est dans la région climatique  Ouest et nord-ouest du Massif Central, caractérisée par une pluviométrie annuelle de 900 à 1 500 mm, maximale en automne et en hiver.
Pour la période 1971-2000, la température annuelle moyenne est de 11,6 °C, avec une amplitude thermique annuelle de 15,7 °C. Le cumul annuel moyen de précipitations est de 781 mm, avec 11,6 jours de précipitations en janvier et 7,2 jours en juillet. Pour la période 1991-2020, la température moyenne annuelle observée sur la station météorologique de Météo-France la plus proche, « Jeu-les-Bois-Auto », sur la commune de Jeu-les-Bois à 5 km à vol d'oiseau, est de 12,0 °C et le cumul annuel moyen de précipitations est de 746,6 mm,. Pour l'avenir, les paramètres climatiques de la commune estimés pour 2050 selon différents scénarios d'émission de gaz à effet de serre sont consultables sur un site dédié publié par Météo-France en novembre 2022.

### Voies de communication et transports
Le territoire communal est desservi par les routes départementales : 12, 42, 69, 74C et 990.
La gare ferroviaire la plus proche est la gare de Châteauroux, à 15 km.
Buxières-d'Aillac est desservie par la ligne I du Réseau de mobilité interurbaine.
L'aéroport le plus proche est l'aéroport de Châteauroux-Centre, à 28 km.

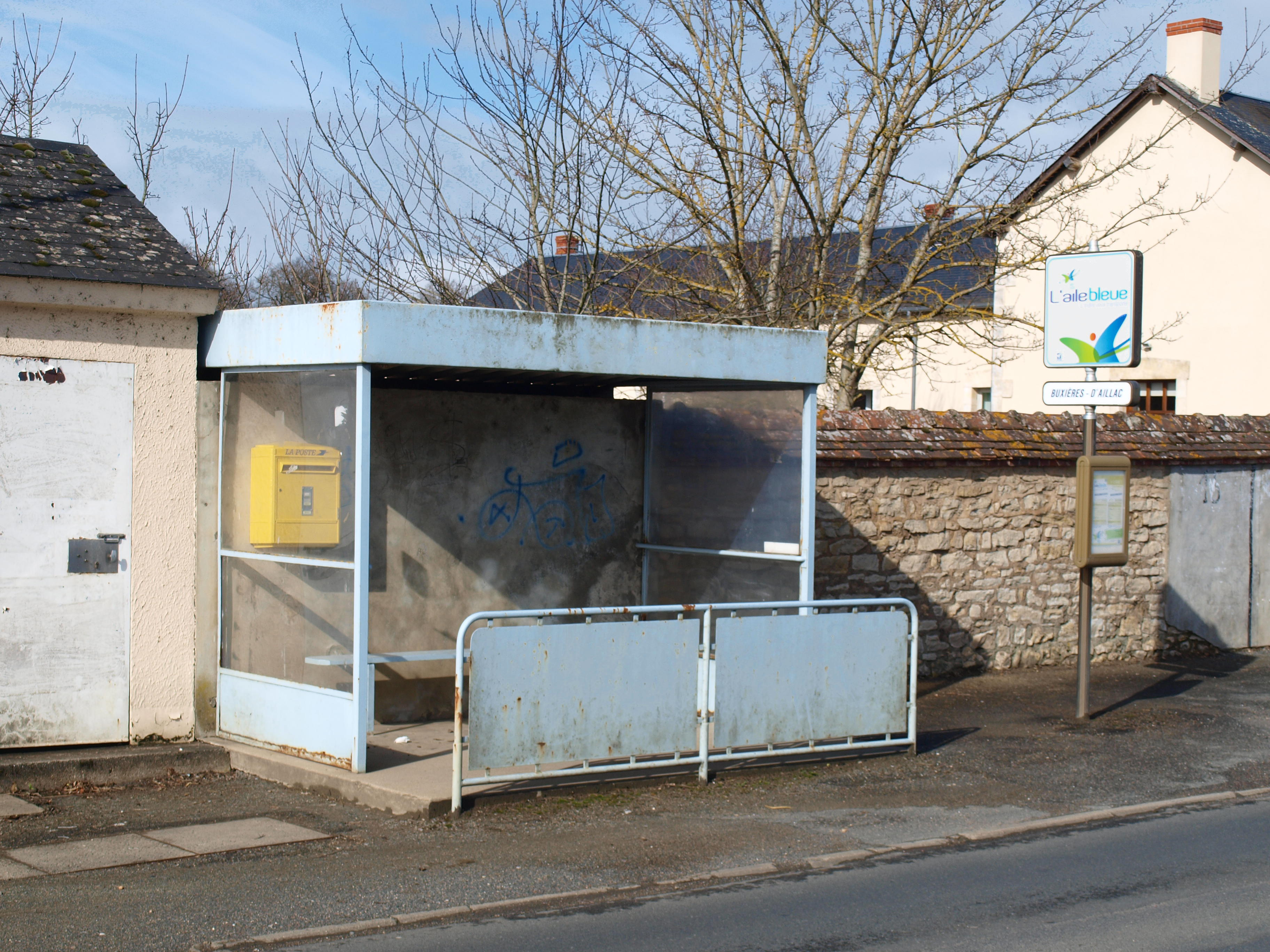
L'arrêt de bus L'Aile Bleue en 2013.

## Urbanisme

### Typologie
Au 1er janvier 2024, Buxières-d'Aillac est catégorisée commune rurale à habitat très dispersé, selon la nouvelle grille communale de densité à sept niveaux définie par l'Insee en 2022.
Elle est située hors unité urbaine. Par ailleurs la commune fait partie de l'aire d'attraction de Châteauroux, dont elle est une commune de la couronne,. Cette aire, qui regroupe 71 communes, est catégorisée dans les aires de 50 000 à moins de 200 000 habitants,.

### Occupation des sols
L'occupation des sols de la commune, telle qu'elle ressort de la base de données européenne d’occupation biophysique des sols Corine Land Cover (CLC), est marquée par l'importance des territoires agricoles (86,4 % en 2018), une proportion sensiblement équivalente à celle de 1990 (86,3 %). La répartition détaillée en 2018 est la suivante : 
prairies (43,8 %), terres arables (35,4 %), forêts (13,6 %), zones agricoles hétérogènes (7,2 %). L'évolution de l’occupation des sols de la commune et de ses infrastructures peut être observée sur les différentes représentations cartographiques du territoire : la carte de Cassini (XVIIIe siècle), la carte d'état-major (1820-1866) et les cartes ou photos aériennes de l'IGN pour la période actuelle (1950 à aujourd'hui).

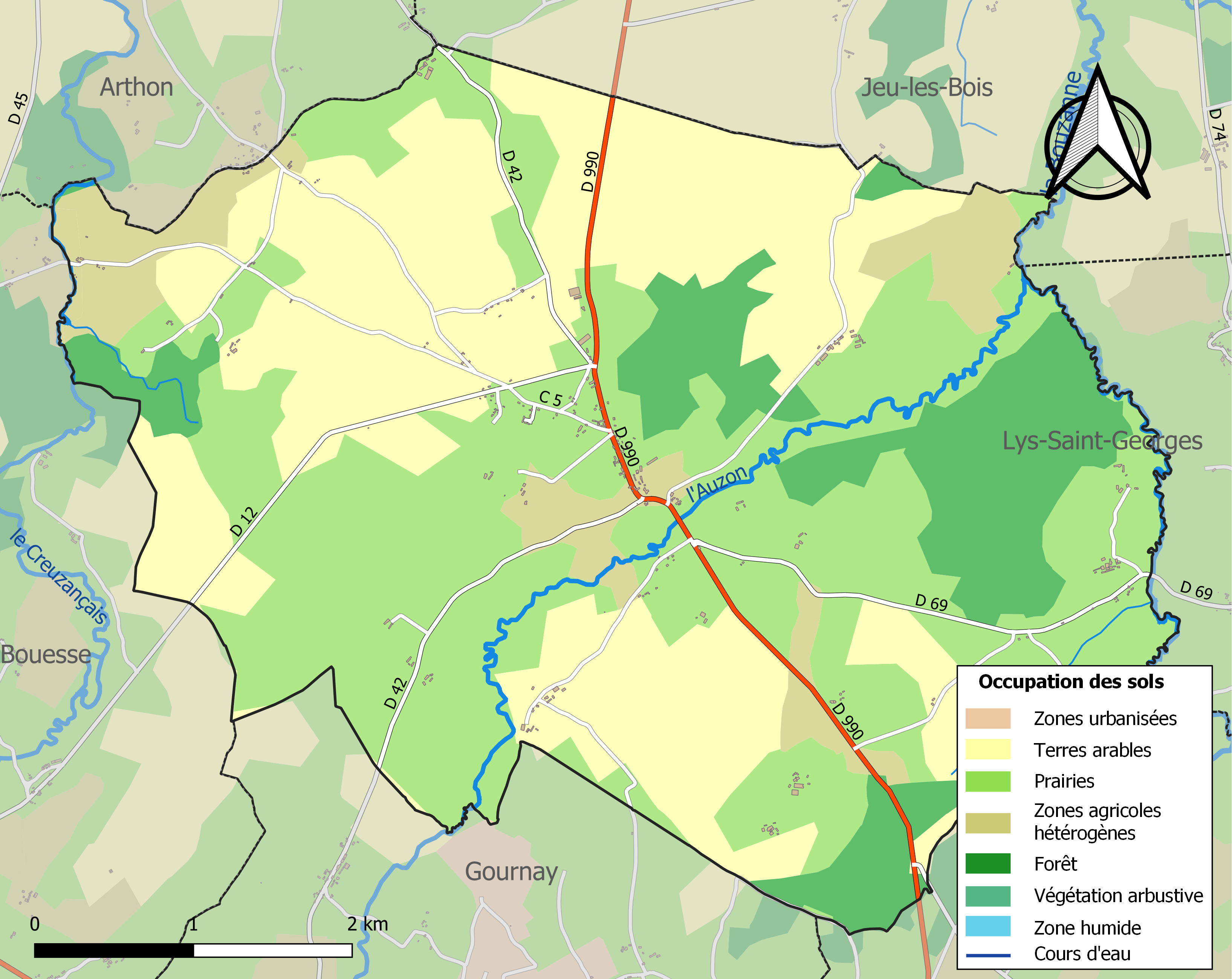
Carte des infrastructures et de l'occupation des sols de la commune en 2018 (CLC).

### Logement
Le tableau ci-dessous présente le détail du secteur des logements de la commune :
| Date du relevé                                              | 2013   | 2015   |
| Nombre total de logements                                   | 133    | 139    |
| Résidences principales                                      | 73,1 % | 73,2 % |
| Résidences secondaires                                      | 7,3 %  | 7,2 %  |
| Logements vacants                                           | 19,6 % | 19,5 % |
| Part des ménages propriétaires de leur résidence principale | 94 %   | 94 %   |

### Risques majeurs
Le territoire de la commune de Buxières-d'Aillac est vulnérable à différents aléas naturels : météorologiques (tempête, orage, neige, grand froid, canicule ou sécheresse), mouvements de terrains et séisme (sismicité faible). Un site publié par le BRGM permet d'évaluer simplement et rapidement les risques d'un bien localisé soit par son adresse soit par le numéro de sa parcelle.

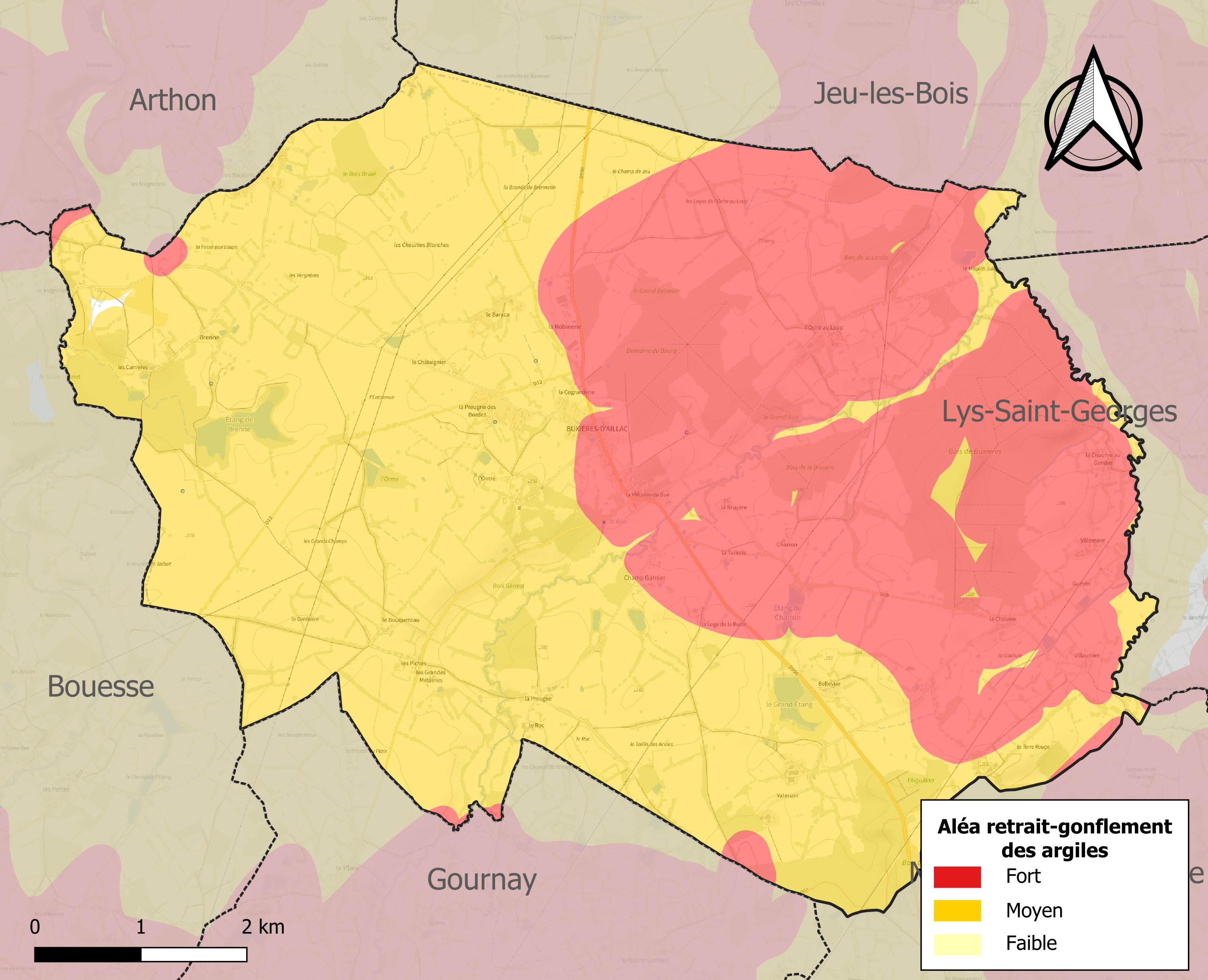
Carte des zones d'aléa retrait-gonflement des sols argileux de Buxières-d'Aillac.

Les mouvements de terrains susceptibles de se produire sur la commune sont des tassements différentiels.
Le retrait-gonflement des sols argileux est susceptible d'engendrer des dommages importants aux bâtiments en cas d’alternance de périodes de sécheresse et de pluie. 99,9 % de la superficie communale est en aléa moyen ou fort (84,7 % au niveau départemental et 48,5 % au niveau national). Sur les 127 bâtiments dénombrés sur la commune en 2019, 127 sont en aléa moyen ou fort, soit 100 %, à comparer aux 86 % au niveau départemental et 54 % au niveau national. Une cartographie de l'exposition du territoire national au retrait gonflement des sols argileux est disponible sur le site du BRGM,.
Concernant les mouvements de terrains, la commune a été reconnue en état de catastrophe naturelle au titre des dommages causés par la sécheresse en 1989, 2006, 2011 et 2018 et par des mouvements de terrain en 1999.

## Toponymie
Le nom de la commune est attesté sous les formes Ecclesia de Buxeriis en 1163, De Buxeriis en 1272, De Buxeria en 1275, Busseria en 1280, Buxeria de Alhac en 1298, Buxeria d’Alhac en 1327, Buxeria d’Aillac en 1422, et De Buxeria en 1648.
Buxeria dérive du latin buxus (« buis »), et le déterminant d’Aillac désigne vraisemblablement un lien avec un château ou une famille originaire d'Aillac (Dordogne). L’abbé Edmond Chaussé signale en effet un certain Pierre d’Aillac, témoin de deux actes de donation de Raoul V de Déols en 1112.
Ses habitants sont appelés les Buxiérois.

## Histoire
En 1426, Jacques de Thianges, fils de  Belle-Assez de Sully et de Guillaume De Thianges est seigneur de Buxières-d'Aillac et de Creuzet.

## Politique et administration
La commune dépend de l'arrondissement de La Châtre, du canton de Neuvy-Saint-Sépulchre, de la deuxième circonscription de l'Indre et de la communauté de communes du Val de Bouzanne.
| Période                                  | Période  | Identité                               | Étiquette | Qualité  |
| ---------------------------------------- | -------- | -------------------------------------- | --------- | -------- |
| 1886                                     | 1909     | François Denis Ruyneau de Saint George |           |          |
| avant 1981                               | ?        | Bertrand Ruyneau de Saint-George       |           |          |
| mars 1989,                               | 2020     | Gérard Saget                           | DVD       | Retraité |
| 2020                                     | En cours | Didier Guenin                          |           |          |
| Les données manquantes sont à compléter. |          |                                        |           |          |

## Population et société

### Démographie
L'évolution du nombre d'habitants est connue à travers les recensements de la population effectués dans la commune depuis 1793. Pour les communes de moins de 10 000 habitants, une enquête de recensement portant sur toute la population est réalisée tous les cinq ans, les populations de référence des années intermédiaires étant quant à elles estimées par interpolation ou extrapolation. Pour la commune, le premier recensement exhaustif entrant dans le cadre du nouveau dispositif a été réalisé en 2004.

En 2022, la commune comptait 243 habitants, en évolution de −7,25 % par rapport à 2016 (Indre : −3 %, France hors Mayotte : +2,11 %).
| 1793 | 1800 | 1806 | 1821 | 1831 | 1836 | 1841 | 1846 | 1851 |
| ---- | ---- | ---- | ---- | ---- | ---- | ---- | ---- | ---- |
| 353  | 310  | 336  | 400  | 363  | 389  | 360  | 390  | 380  |

| 1856 | 1861 | 1866 | 1872 | 1876 | 1881 | 1886 | 1891 | 1896 |
| ---- | ---- | ---- | ---- | ---- | ---- | ---- | ---- | ---- |
| 382  | 372  | 405  | 430  | 409  | 446  | 461  | 463  | 472  |

| 1901 | 1906 | 1911 | 1921 | 1926 | 1931 | 1936 | 1946 | 1954 |
| ---- | ---- | ---- | ---- | ---- | ---- | ---- | ---- | ---- |
| 456  | 451  | 448  | 422  | 389  | 369  | 377  | 311  | 312  |

| 1962 | 1968 | 1975 | 1982 | 1990 | 1999 | 2004 | 2006 | 2009 |
| ---- | ---- | ---- | ---- | ---- | ---- | ---- | ---- | ---- |
| 313  | 273  | 223  | 217  | 246  | 217  | 217  | 212  | 223  |

| 2014 | 2019 | 2022 | - | - | - | - | - | - |
| ---- | ---- | ---- | - | - | - | - | - | - |
| 254  | 244  | 243  | - | - | - | - | - | - |

### Enseignement
La commune ne possède pas de lieu d'enseignement.

### Équipement culturel
Elle dispose d'une salle des fêtes.

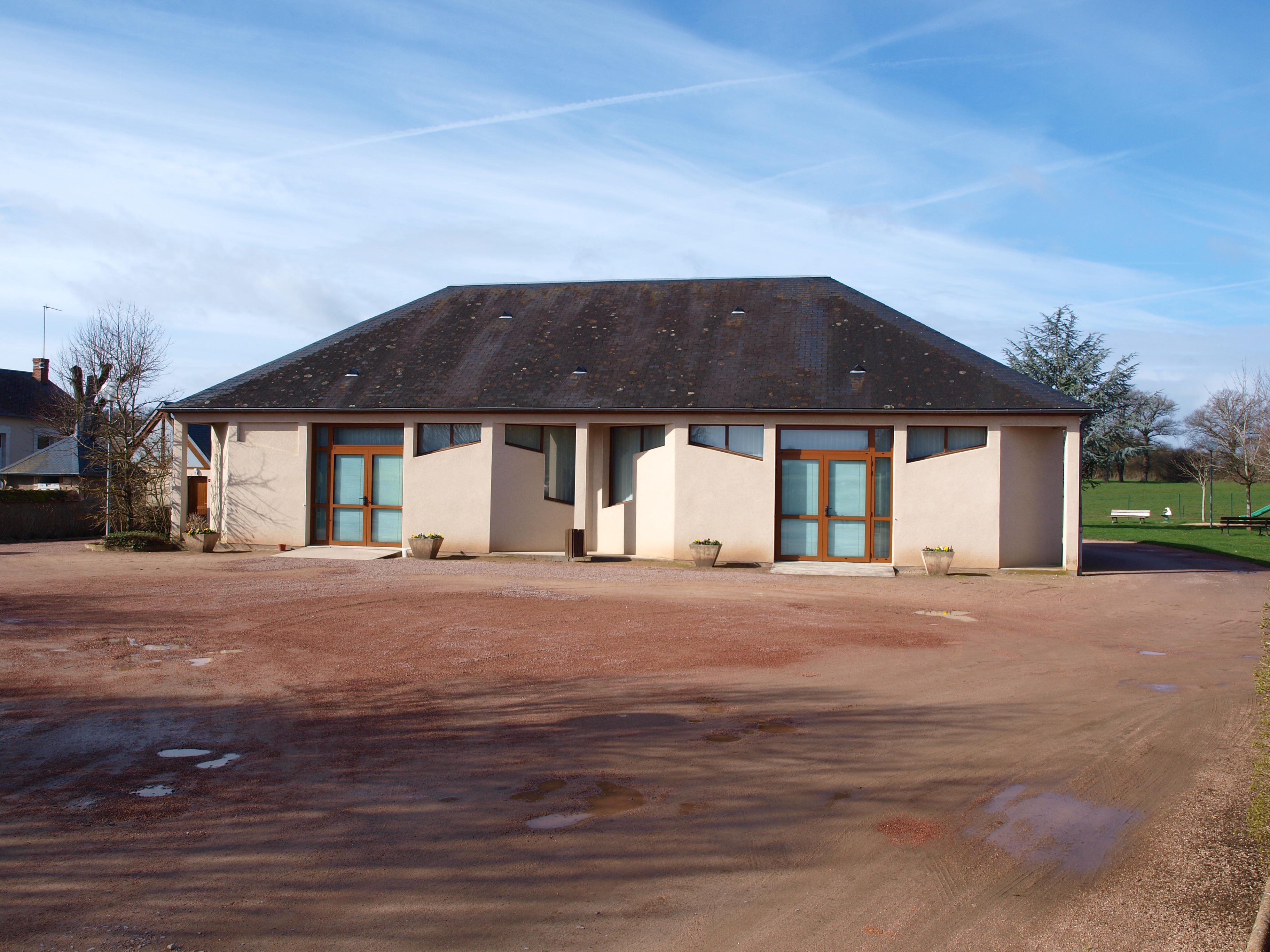
La salle des fêtes en 2013.

### Médias
La commune est couverte par les médias suivants : La Nouvelle République du Centre-Ouest, Le Berry républicain, L'Écho - La Marseillaise, La Bouinotte, Le Petit Berrichon, France 3 Centre-Val de Loire, Berry Issoudun Première, Vibration, Forum, France Bleu Berry et RCF en Berry.

## Économie
La commune se situe dans l’aire urbaine de Châteauroux, dans la zone d’emploi de Châteauroux et dans le bassin de vie de Châteauroux.
La commune se trouve dans l'aire géographique et dans la zone de production du lait, de fabrication et d'affinage du fromage Valençay.

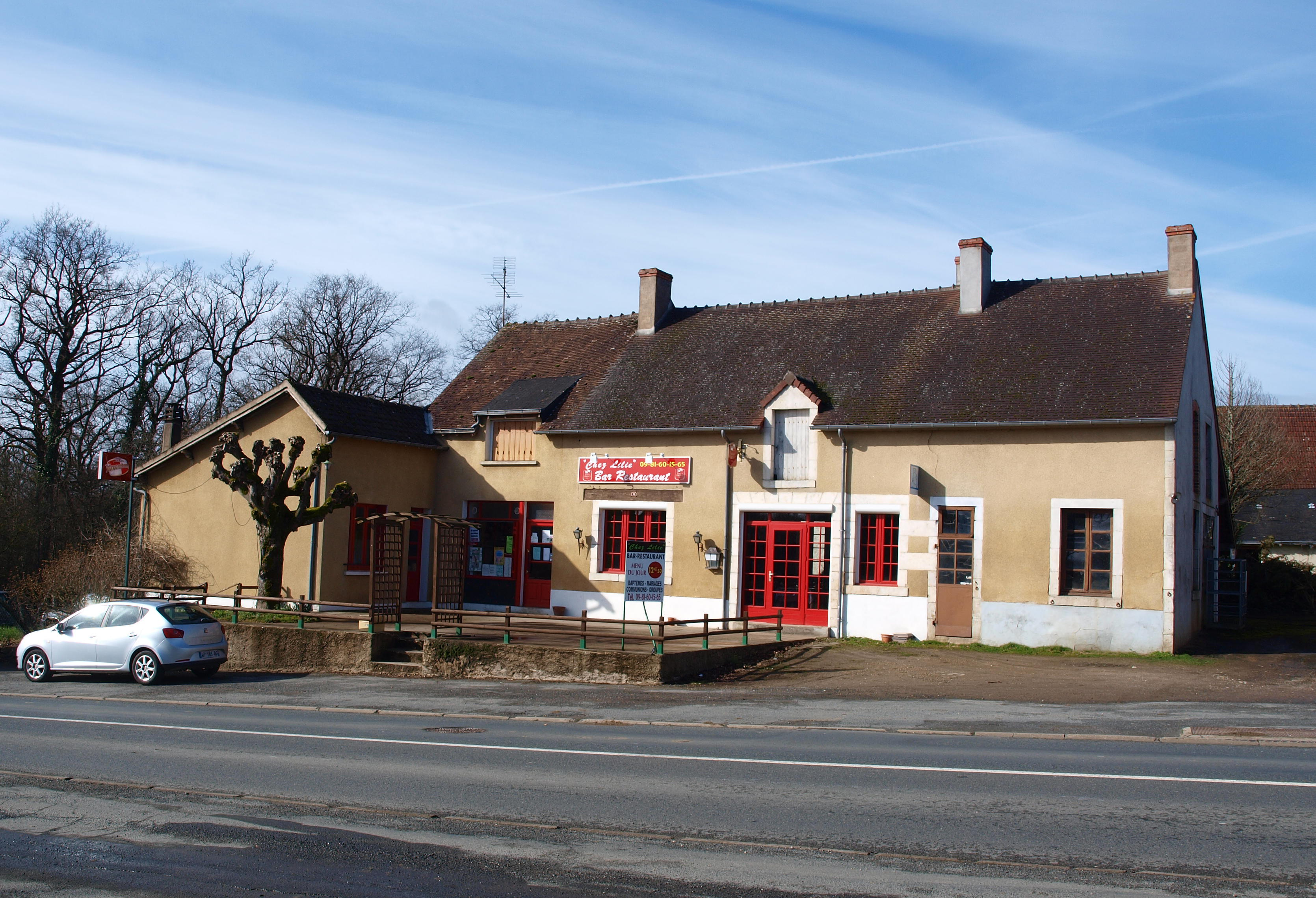
Le restaurant en 2013.

## Culture locale et patrimoine
- Église Saint-Germain
- Monument aux morts
- Croix

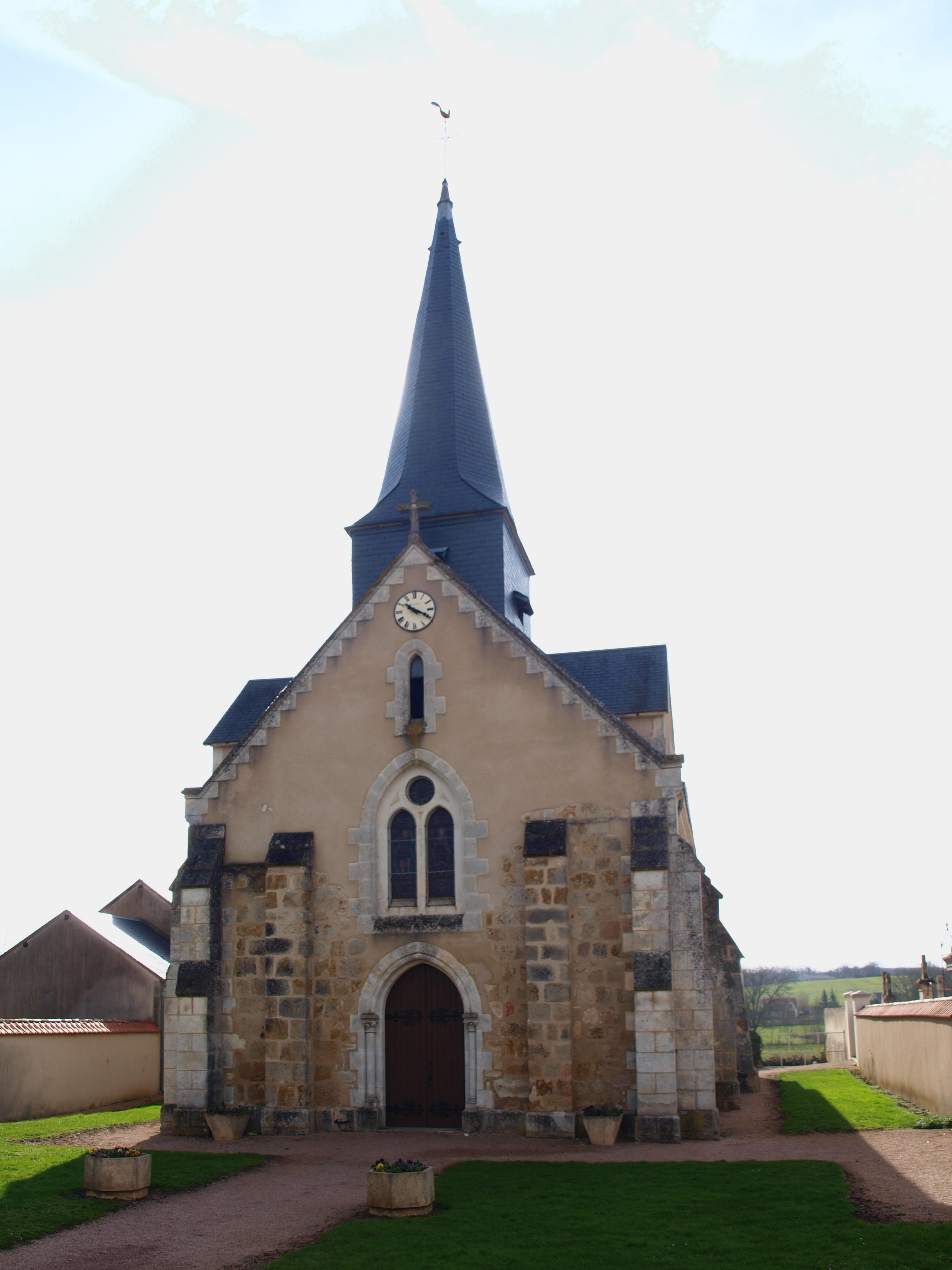
L'église Saint-Germain en 2013.
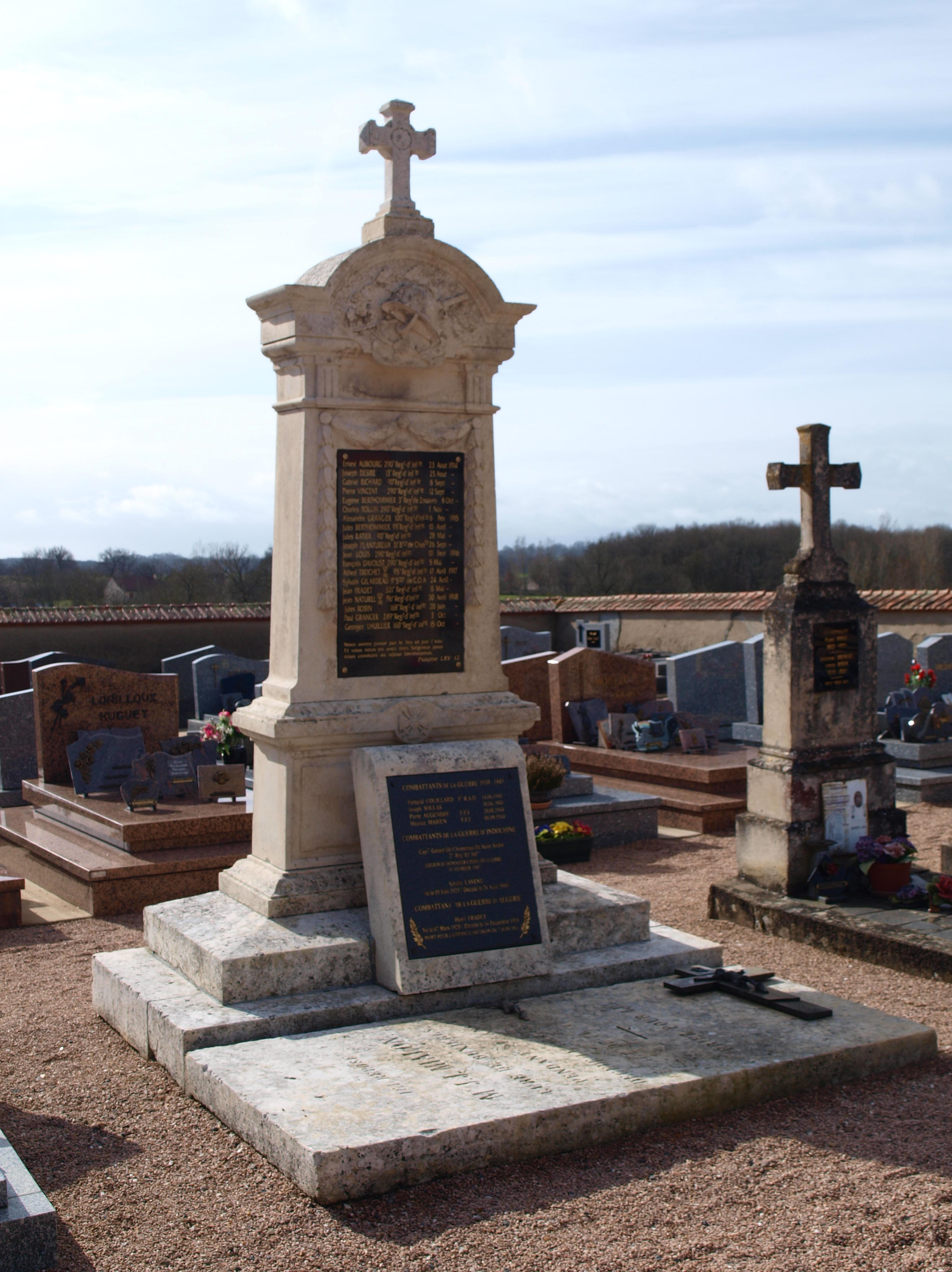
Le monument aux morts en 2013.
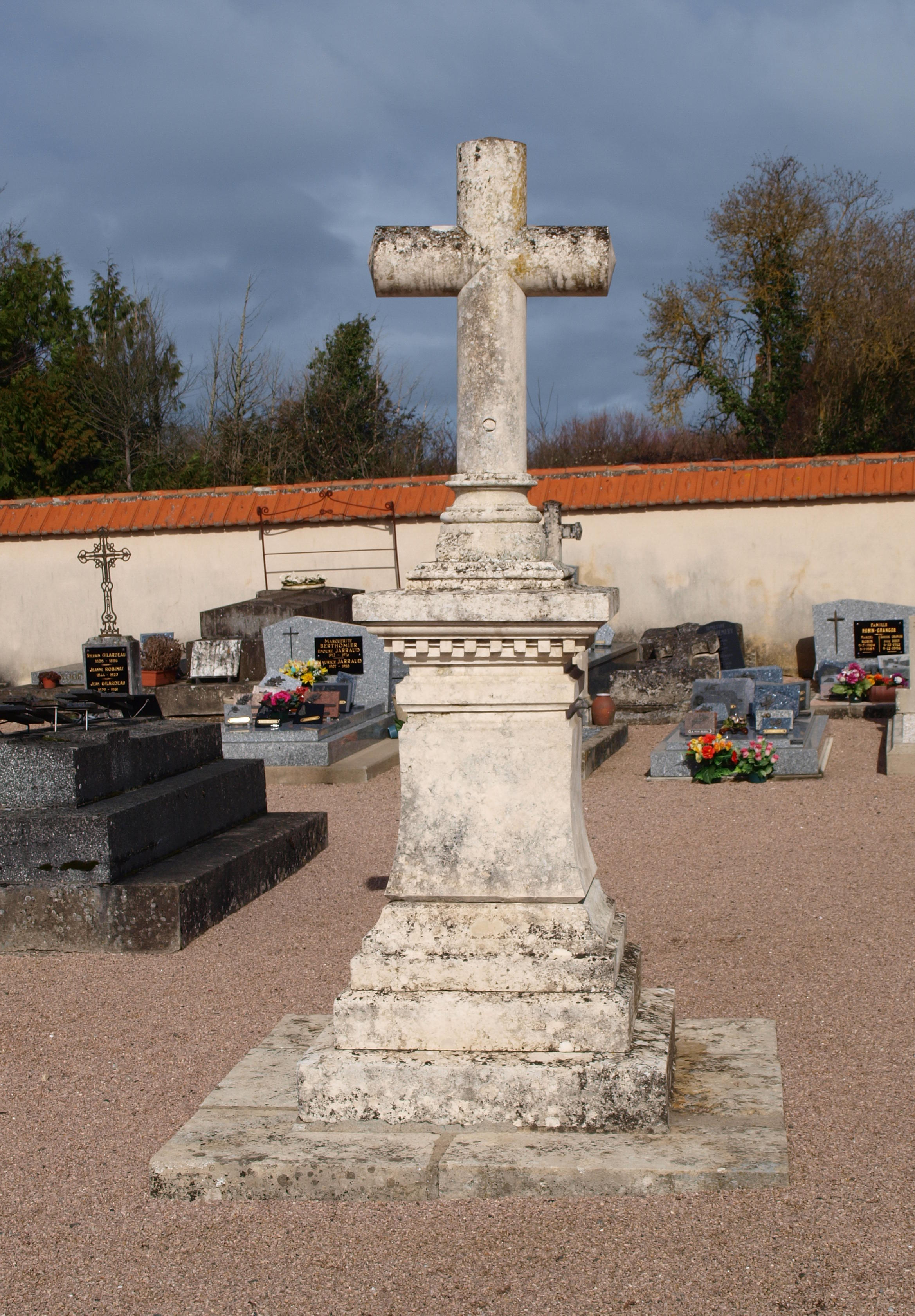
La croix en 2013.

### Personnalités liées à la commune
- Loïc Guénin (1976-), compositeur et musicien, a vécu à Buxières d'Aillac où il a grandi dans la ferme familiale, La Chaume au Gendre.